# Iris filifolia
Iris filifolia (Півники вузьколисті) — вид квіткових рослин родини півникові (Iridaceae). Filifolia походить від грецьких слів fili — «ниткоподібний» і folia — «лист».

## Опис
Квітне в період з березня по червень. Зазвичай більше 2 квіток на пагоні. Квіти червоно-фіолетові. Квітковий пагін, як правило, досягає висоти 25-40 см, але може доходити до 45 см заввишки. Листки завширшки 3 мм з'являються восени. Цибулина отруйна як і в інших у родині.

## Поширення
Знайдений в Іспанії, Гібралтарі й Марокко. Любить рости в піщаній місцевості.